# Oryzaephilus surinamensis
silvain, cucujide dentelé des grains, ver denté des grains
Espèce
Oryzaephilus surinamensis, aussi nommé silvain, cucujide dentelé des grains et ver denté des grains, est une espèce d'Insectes coléoptères de la famille des Silvanidae et de la superfamille Cucujoidea. Le protonyme Dermestes surinamensis, qui lui a été donné par Carl von Linné, fait référence au Suriname, pays duquel il reçut des spécimens de ce Coléoptère.
Cet Insecte à répartition cosmopolite est un ravageur des grains de céréales entreposées, de préférence les grains endommagés ou humides, et plus généralement de toutes les denrées dérivées ou riches en amidon (farines, pâtes, biscuits, etc.) ainsi que du chocolat, des médicaments et du tabac.

## Description et identification

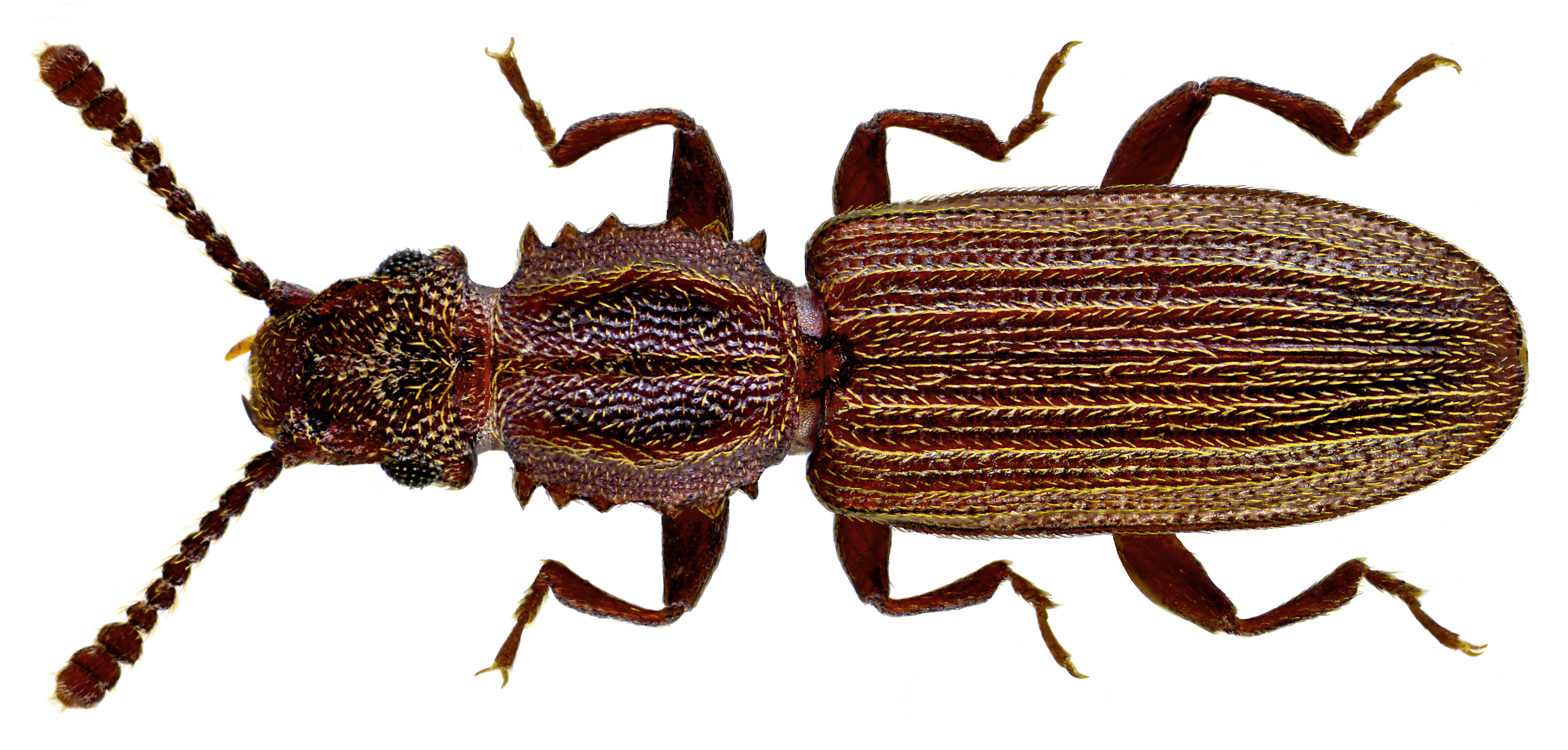
« dents » sur le prothorax

O. surinamensis est un Coléoptère brun mince et de 2,4 à 3 mm de long, avec des « dents » caractéristiques descendant le long de son prothorax Il est presque identique à Oryzaephilus mercator (en). Cependant, O. surinamensis a des yeux plus petits et une tête plus large, plus triangulaire et contrairement à O. mercator, il ne peut pas voler. 

## Distribution
Oryzaephilus surinamensis a une répartition cosmopolite, c'est-à-dire qu'il est présent dans le monde entier. Ce coléoptère est l’un des organismes nuisibles les plus fréquemment rencontrés dans le stockage de produits alimentaires. Il est trouvé dans les installations de fabrication, de stockage et de vente au détail de produits alimentaires, ainsi que dans les garde-manger domestiques. O. surinamensis est moins commun dans les climats plus froids tels qu'au Canada et le nord des États-Unis.

## Cycle de la vie

### Œuf
Une femelle peut produire entre 43 et 285 œufs au cours de sa vie, d'une espérance moyenne de six à dix mois, qui les dépose sur une masse alimentaire. La température idéale pour le développement des larves dans les œufs est d'environ 27 à 29°C. Dans de telles conditions, ils éclosent en trois à cinq jours.

### Larve
Les larves sont des vers jaune-blanc avec des têtes brunes et atteignent 3 mm. Ils rampent librement autour de la masse de nourriture et se nourrissent de morceaux de grains cassés ou de grains de grains endommagés par d'autres insectes, de plus grosses larves peuvent creuser des noyaux de fruit. Les larves représentent la majorité des dommages causés aux céréales. Les larves muent deux à quatre fois avant la nymphose.

### Pupe
Les larves se métamorphosent en construisant des cocons à l'aide de morceaux de grains cassés,, ce processus est appelé pupaison. L’émergence à l’âge adulte survient au bout d’une semaine environ.

### Adultes
Les adultes peuvent vivre en moyenne six à dix mois, mais ils peuvent vivre aussi longtemps que trois ans. Le cycle de vie total est de 27 à 51 jours à une température de 29 à 35 °C. Les adultes recherchent de nouvelles sources de nourriture pour la reproduction. Dans les zones gravement infestées par O. surinamensis, il a été rapporté que des adultes peuvent ronger la peau de personnes, mais que ses piqûres ne sont pas nocives.

## Rôle en tant que nuisible de produits stockés et contrôle des infestations
O. surinamensis est l'un des insectes les plus couramment rencontrés dans les céréales, les aliments pour animaux de compagnie et les graines. Son alimentation entraîne un diminution de la masse sèche du produit infesté et une augmentation de la teneur en eau en raison de l'activité métabolique des insectes, qui peut entraîner la croissance de moisissures. Sur les grains, les dégâts causés par les insectes diminuent leur valeur et peuvent les rendre impropres à l’utilisation; un nombre suffisant de fragments d'insectes ou d'insectes vivants peut entraîner le rejet d'un acheteur. 
Dans les maisons particulières, les infestations peuvent être évitées en stockant les produits alimentaires séchés dans des récipients fermés. Pour contrôler les infestations déjà présentes, le matériel infesté doit être identifié et éliminé ou gelé, car tous les stades de développement du coléoptère peuvent être tués en étant gelés pendant six jours. Dans les opérations de transformation des aliments et les entrepôts, d'autres moyens de contrôle peuvent s'avérer nécessaires et la fumigation est couramment utilisée, dans les opérations de stockage à grande échelle des céréales, une application de pesticide peut être nécessaire pendant plus de six mois. La fumigation est couramment utilisée pour lutter contre les parasites des produits stockés présents dans les aliments et les céréales. Elle implique le traitement des produits avec des gaz capables de diffuser dans toute la zone traitée. Les gaz utilisés lors de la fumigation (le plus souvent la phosphine) sont hautement toxiques pour les insectes et les mammifères (y compris les humains), mais une fois correctement appliqué, aucun fumigant ne reste dans le produit une fois le traitement terminé. En raison de la forte toxicité des fumigants, leur utilisation est réservée à des agents applicateurs qualifiés, et à des zones pouvant être correctement scellées.

## Systématique
Le nom valide complet (avec auteur) de ce taxon est Oryzaephilus surinamensis (Linnaeus, 1758).
L'espèce a été initialement classée dans le genre Dermestes sous le protonyme Dermestes surinamensis Linnaeus, 1758.
Ce taxon porte en français les noms vernaculaires ou normalisés suivants : cucujide dentelé des grains,, silvain, ver denté des grains.
Oryzaephilus surinamensis a pour synonymes :
- Anobium frumentarium Fabricius, 1775
- Dermestes sexdentatus Fabricius, 1792
- Dermestes surinamensis Linnaeus, 1758
- Oryzaephilus bicornis (Erichson, 1846)
- Oryzaephilus cursor (Fabricius, 1792)
- Oryzaephilus frumentarius (Fabricius, 1775)
- Oryzaephilus sexdentatus (Fabricius, 1792)
- Oryzaephilus sexdentatus (Herbst, 1783)
- Silvanus bicornis Erichson, 1846
- Silvanus surinamensis (Linnaeus)
- Tenebrio cursor Fabricius, 1792